# Siegfried z Windisch-Grätze
Siegfried (či též Seyfried) z Windisch-Graetze/Grätze (německy Siegfried (Seyfried) von Windisch-Graetz, * kolem roku 1485 – 2. února 1541) byl rakouský šlechtic z rodu Windischgrätzů, pán z  Windischgrätze (dnes Slovenj Gradec ve Slovinsku) ve Štýrsku.

## Život

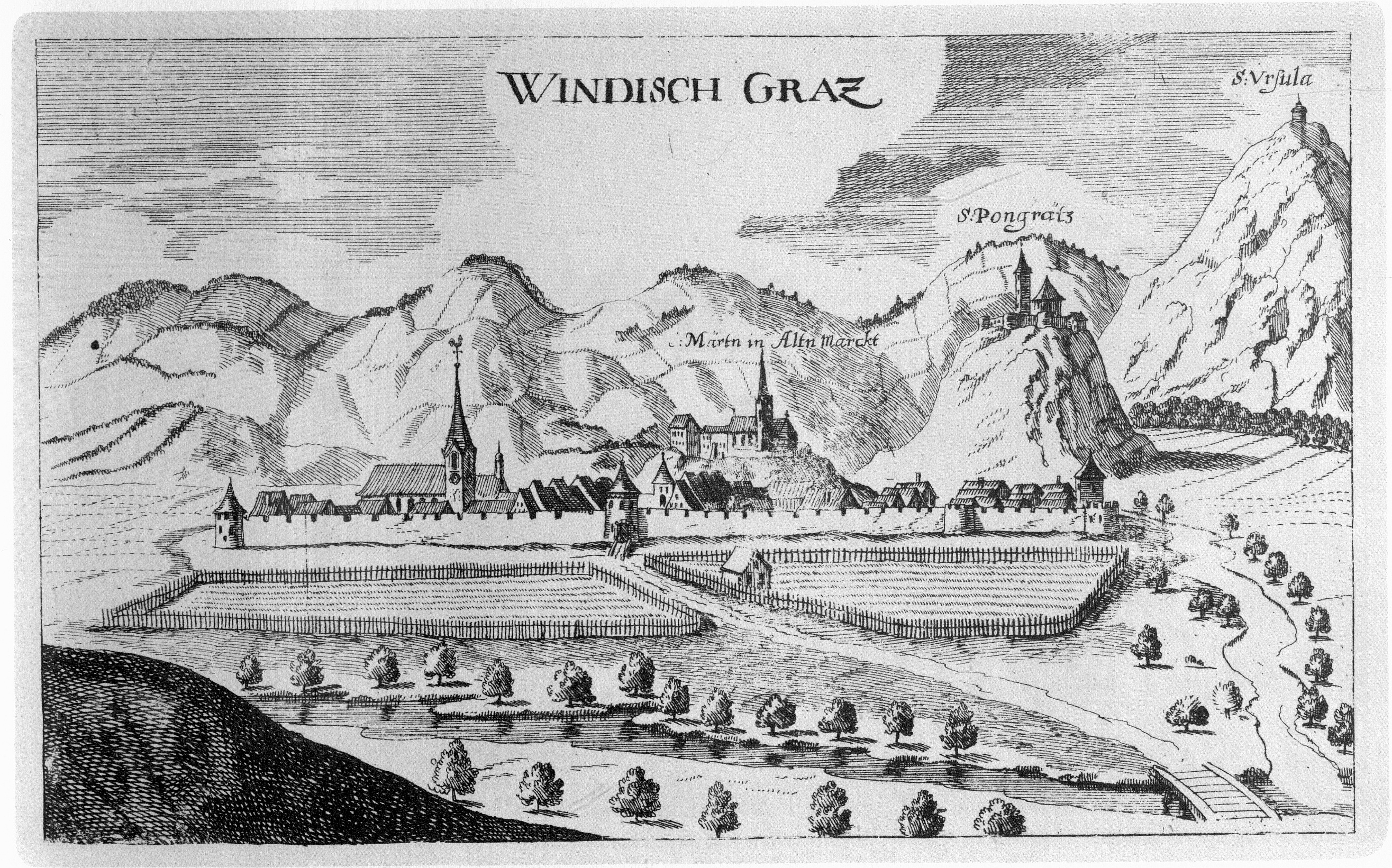
Windisch-Gräz/ Slovenj Gradec (kolem roku 1681)

Narodil se jako syn svobodného pána Jakuba z Windisch-Graetze (1443–1516) a jeho manželky Marie Gradnerové z Eglisau († po roce 1502). Jeho praprapředkem byl Heřman II. z Windisch-Graetze († 1329), městský soudce ve Štýrském Hradci (fl. 1299). 
Jeho bratr Osvald je v knize císaře Maxmiliána I. zmíněn jako účastník turnajů a maškar.
Siegfried zemřel 2. února 1541. Byl pohřben v rodinné hrobce Windisch-Graetzů na zámku Eggenberg nebo v rodinné kryptě zámku Windisch-Graetz v Haasbergu (Hošperk) v Kraňsku.
7. července 1551 povýšil král (pozdější císař) Ferdinand I. jeho syny Jakuba II. a Šebestiána do panského stavu spolu s jejich bratranci Erasmem II. a Pankrácem, syny Kryštofa I. z Windisch-Graetze († 1549). 
18. května 1822 byl rod Windischgrätzů povýšen do knížecího stavu.

### Manželství a potomstvo

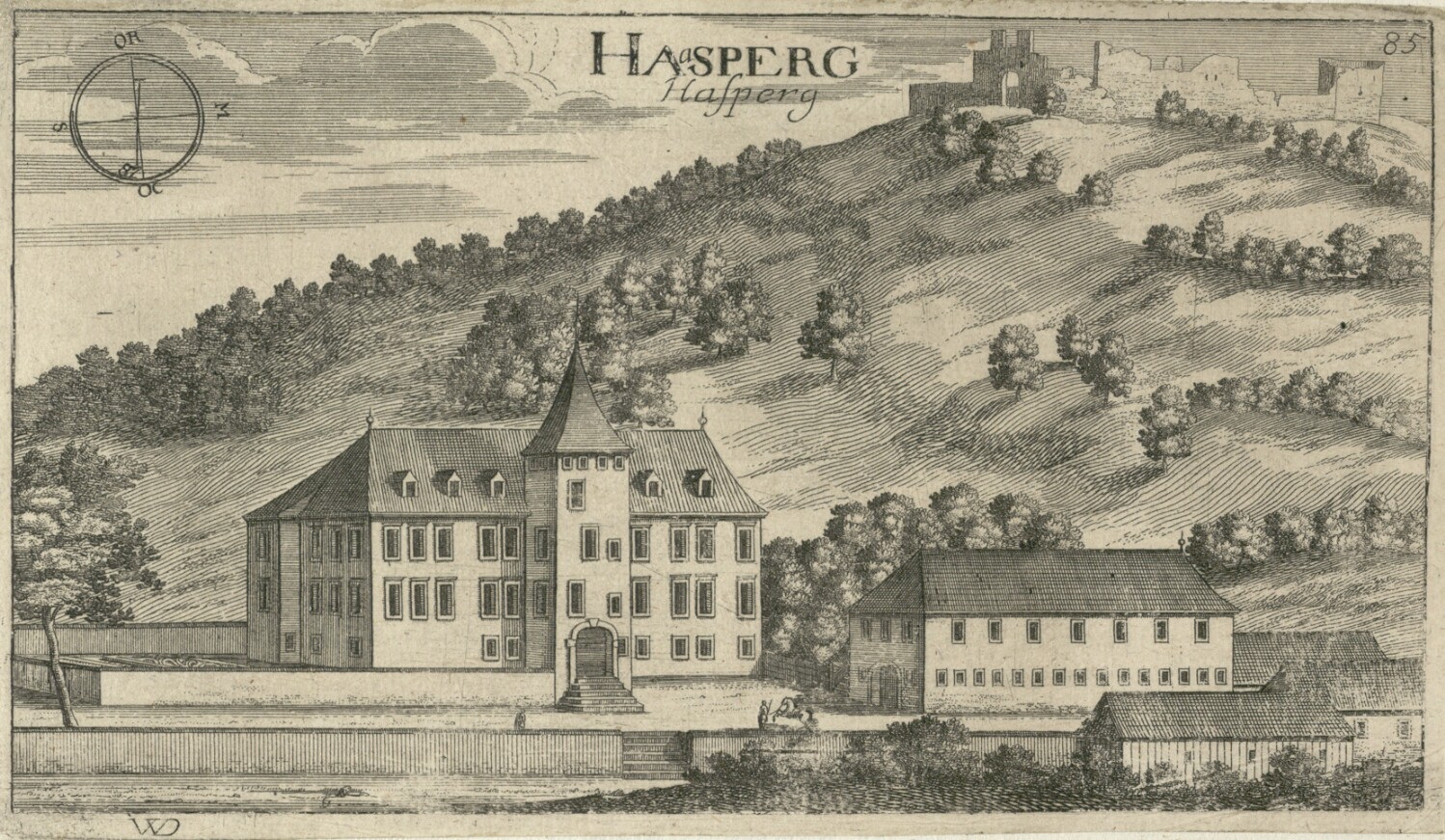
Palác Haasberg (Hoshperk) v Kraňsku

Siegfried z Windisch-Graetze se v roce 1512 oženil s Afrou Grassweinovou († 1553), dcerou Wilhelma Grassweina (* asi 1459) a Afry Winklerové (* asi 1463). Manželé měli osm dětí:  
- Šebestián (1517–1579), od roku 1551 svobodný pán, čtyřikrát ženatý: I.) s Kateřinou z Rauberu († 1560), II. s Annou ze Stadel-Lichteneggu, III.) s Annou z Weitmoseru, IV.) s Annou Schrotovou z Kindbergu
- Alžběta (1519 – 10. listopadu 1562/8. února 1575), provdaná 5. března 1536 za svobodného pána Filipa Breunera ze Stubingu (1498/1500 – 23. dubna 1556, Vídeň)
- Barbora (asi 1520 – 9. srpna 1580, Linec), provdaná 1536 za císařského hofmistra Linharta IV. z Harrachu (1514 – 27. června 1590)
- Marta (* 1520), provdaná I.) za Adama z Trubenegu, II.) za svobodného pána Jana z Teufenbachu (10. října 1515 – 1566)
- Justýna Josefína (asi 1521 – asi 4. prosince 1567), provdaná za svobodného pána Jiřího Teufela z Guntersdorffu († 4. prosince 1578)
- Regina (1522 – 1550), provdaná I.) za Kašpara z Radmansdorffu († 1548), II.) za Ondřeje z Rindscheidu
- Helena (* asi 1523), provdaná za Sigmunda Schrotta z Kindbergu
- Jakub II. (*1524 – 29. března 1577), od roku 1551 svobodný pán, oženil se 2. března 1558 s Annou Marií z Welzer-Eberscheinu († 14. října 1580), vdovou po Kryštofovi z Kevenhüller-Aichelbergu (* 24. prosince 1503 – 3. dubna 1557), dcerou Mořice IV. z Welzer-Eberscheinu (1500–1555).